# Jacques de Billy

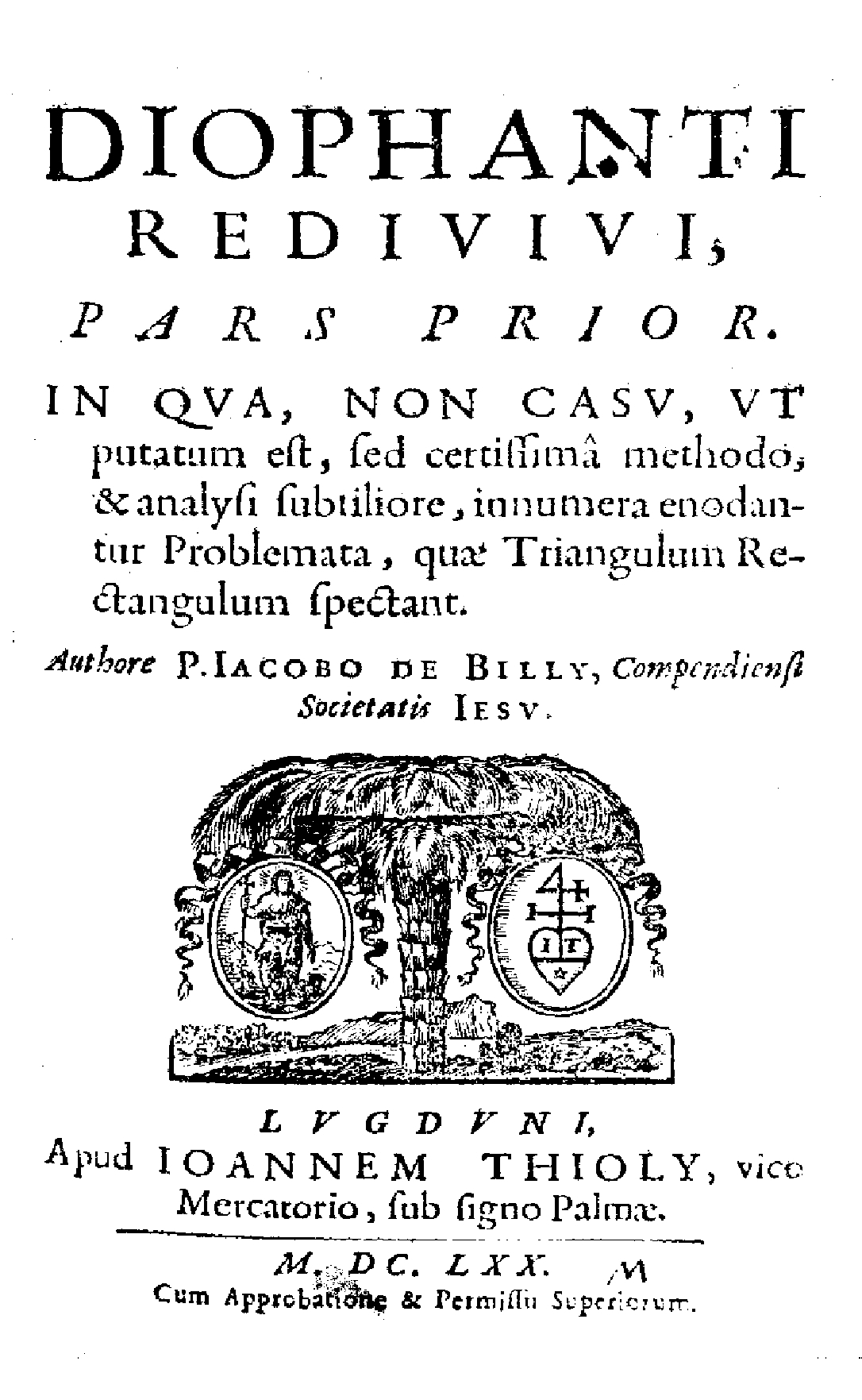
Diophantus redivivus, 1670

Jacques de Billy (* 18. März 1602 in Compiègne; † 14. Januar 1679 in Dijon) war ein französischer Jesuit, Astronom und Mathematiker.

## Leben
De Billy studierte an Jesuitenkollegien in der Champagne und lehrte dort Mathematik. Beispielsweise lehrte er 1629/30 in Pont-à-Mousson und studierte dort Theologie und 1631 bis 1633 lehrte er in Reims. Einer seiner Schüler dort war Claude Gaspard Bachet de Méziriac. Danach lehrte er in Grenoble, in Chalons, Langres, Sens und 1665 bis 1668 in Dijon, wo Jacques Ozanam zu seinen Schülern zählte.
De Billy korrespondierte mit Pierre de Fermat über Zahlentheorie. Eine Sammlung von Problemen aus den Briefen von Fermat mit einem Essay von De Billy über Fermats Zahlentheorie wurde von Fermats Sohn Samuel bei der postumen Veröffentlichung der Diophant-Ausgabe von Fermat 1670 im Anhang veröffentlicht (Doctrinae analyticae inventum novum). Sie erlauben Einblicke in Fermats mathematisches Vorgehen bei der Lösung Diophantischer Gleichungen. De Billy veröffentlichte mehrere mathematische Abhandlungen und Lehrbücher.
Er veröffentlichte auch astronomische Tafeln, so Tafeln der Finsternisse von 1656 bis 1693. Er lehnte Astrologie und abergläubische Vorstellungen, die mit dem Auftreten von Kometen verbunden waren, ab.
Der Mondkrater Billy ist nach ihm benannt.

## Schriften
- Abrégé des préceptes d’algèbre, 1637
- Nova geometricae clavis algebra, 1643
- Tractatus de proportione harmonicae, 1658
- Diophantus geometria sive opus contextum ex arithmetica et geometria simul, 1660
- Das Inventum Novum ist in Fermat, Oeuvres, III (hrsg. von Paul Tannery), Paris 1896, S. 325–398.